# Селонгерсон
Селонгерсон (швед. Selångersån) — мала річка на півночі Швеції, у лені Вестерноррланд. Довжина річки становить 50 км, площа басейну  — 450 км². (459,8 км²).
Площа басейну річки Селонгерсон, яку займає водна поверхня річок і озер становить 2,3%. Більшу частину басейну річки — 81,7% — займають ліси, території сільськогосподарського призначення займають 10,1% площі басейну, болота — 2%, міста — 1,8%. На території басейну розташовано 21 озеро, найбільшими річками басейну є Селонгерсон, Сулон (швед. Sulån) і Кварсетбекен (швед. Kvarsättbäcken)